# خانواده (فیلم ۲۰۱۷)
خانواده یک فیلم درام به کارگردانی گوستاوو راندون کوردووا محصول سال ۲۰۱۷ است. این فیلم برای نمایش در بخش هفته منتقدان هفتادمین جشنواره فیلم کن انتخاب شده است.